# 塔爾基興阿亨河
47°53′16″N 12°15′53″E / 47.88790°N 12.26462°E

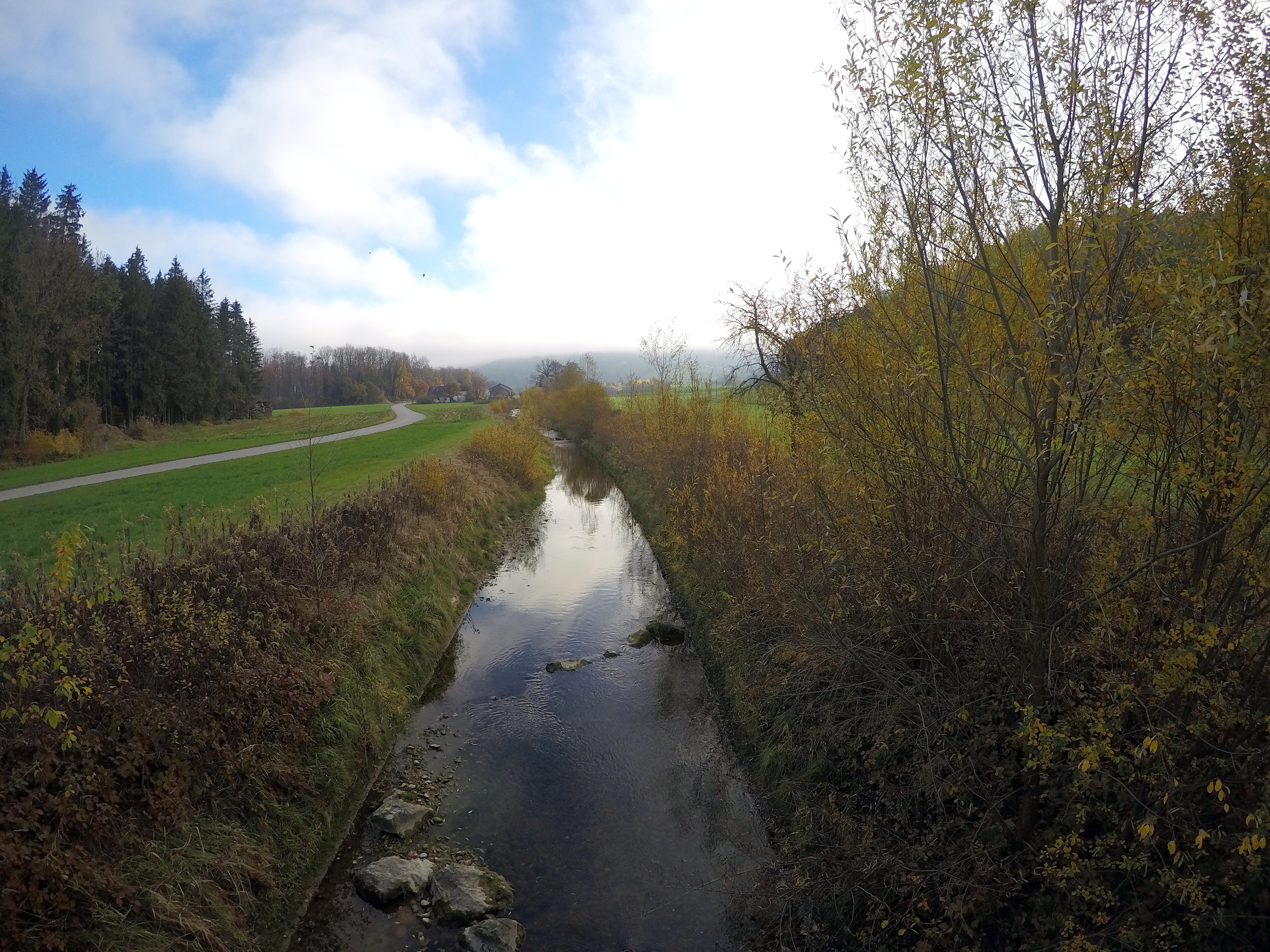

塔爾基興阿亨河是德國的河流，位於該國東南部，由巴伐利亞負責管轄，屬於錫姆斯河的支流，發源自弗拉斯多夫，最終注入錫姆斯湖。